# El Khacib Sassane
El Khacib Sassane, né le 4 avril 1994, est un coureur cycliste algérien. Il participe à des compétitions sur route et sur piste.

## Palmarès sur piste

### Championnats d'Afrique
- Casablanca 2016
  -  Médaillé d'argent de la poursuite par équipes
  -  Médaillé d'argent de la vitesse par équipes
- Casablanca 2018
  -  Médaillé d'argent de la vitesse par équipes
  -  Médaillé de bronze du kilomètre
  -  Médaillé de bronze de la poursuite par équipes
- Le Caire 2020
  -  Médaillé d'argent du kilomètre
  -  Médaillé d'argent de la poursuite par équipes
  -  Médaillé d'argent de l'américaine
- Abuja 2022
  -  Champion d'Afrique de la poursuite par équipes (avec Lotfi Tchambaz, Yacine Chalel et Hamza Megnouche)
  -  Médaillé d'argent de la vitesse par équipes
  -  Médaillé de bronze de l'américaine
- Le Caire 2024
  -  Champion d'Afrique de la poursuite par équipes (avec Lotfi Tchambaz, Yacine Chalel et Salah Eddine Ayoubi Cherki)
  -  Médaillé d'argent du kilomètre
  -  Médaillé de bronze de la vitesse par équipes

### Championnats arabes
- Sharjah 2017
  -  Médaillé de bronze de la vitesse par équipes[1]

## Palmarès sur route

### Par année
- 2020
  - 2e étape du Tour des Zibans
- 2021
  - 1re étape du Tour de Tipaza
  - 2e du championnat d'Algérie sur route
- 2022
  - 1re étape du Tour de Ghardaïa
- 2024
  - Tour d'Oum El Bouaghi
  - 3e du Grand Prix de la Ville d'Annaba
- 2025
  - 2e du Tour des Zibans

### Classements mondiaux
| Année                                 | 2014 | 2015 | 2016 | 2017 | 2018 | 2019  | 2020 | 2021  | 2022 | 2023 | 2024  |
| ------------------------------------- | ---- | ---- | ---- | ---- | ---- | ----- | ---- | ----- | ---- | ---- | ----- |
| Classement mondial                    |      |      | nc   | nc   | nc   | 3191e | nc   | 1190e | nc   | nc   | 1511e |
| UCI Africa Tour                       | 238e | nc   | nc   | nc   | nc   | 204e  | nc   | 52e   | nc   | nc   | nc    |
|                                       |      |      |      |      |      |       |      |       |      |      |       |
| Légende : nc = non classéSource : UCI |      |      |      |      |      |       |      |       |      |      |       |